# Damastes oswaldi
Damastes oswaldi is een spinnensoort in de taxonomische indeling van de jachtkrabspinnen (Sparassidae).
Het dier behoort tot het geslacht Damastes. De wetenschappelijke naam van de soort werd voor het eerst geldig gepubliceerd in 1891 door Lenz.